# Кладовище королів
Цвинтар Королів або цвинтар Пленпале (фр. cimetière des Rois, cimetière de Plainpalais) — кладовище в Женеві, де поховані деякі женевські магістрати та особи, які внесли свій вклад до розвитку та популяризації міста.

## Історія
В 1469 році було побудовано лікарню для зачумлених хворих міста Женеви, задля боротьби зі спалахами епідемії чуми, чорною смертю. Пізніше в 1482 при лікарні заснували кладовище для поховання жертв хвороби.
Кладовище отримало свою неофіційну назву «Кладовище Королів» від назви вулиці, на якій воно розташоване. Остання в свою чергу була названа на честь «короля» аркебузирів міста, чий тренувальний майданчик був розташований в цьому кварталі .
В 1869 році до цього кероване Лікарнею Женеви протестантське кладовище Пленпале переходить в розпорядження міста Женеви. До 1876 року на цвинтарі ховали виключно протестантів. З 1883 року право на захоронення мають лише ті, хто володіє концесією, ціни на яку значно вище, ніж на інших кладовищах. Поступово кількість поховань зменшується та захоронення там стає привілеєм державних радників, адміністративних консультанців та інших. Приблизно в 1945 році  було проведено благоустрій, тому це місце тепер можна порівняти з парком.

## Галерея

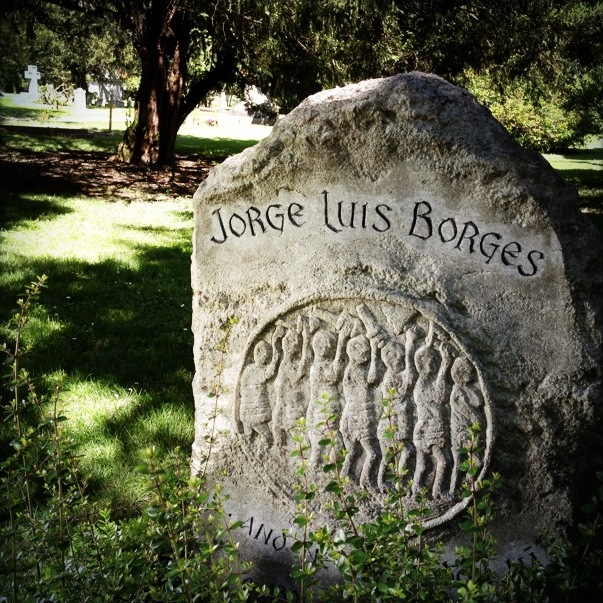
Хорхе Луїс Борхес
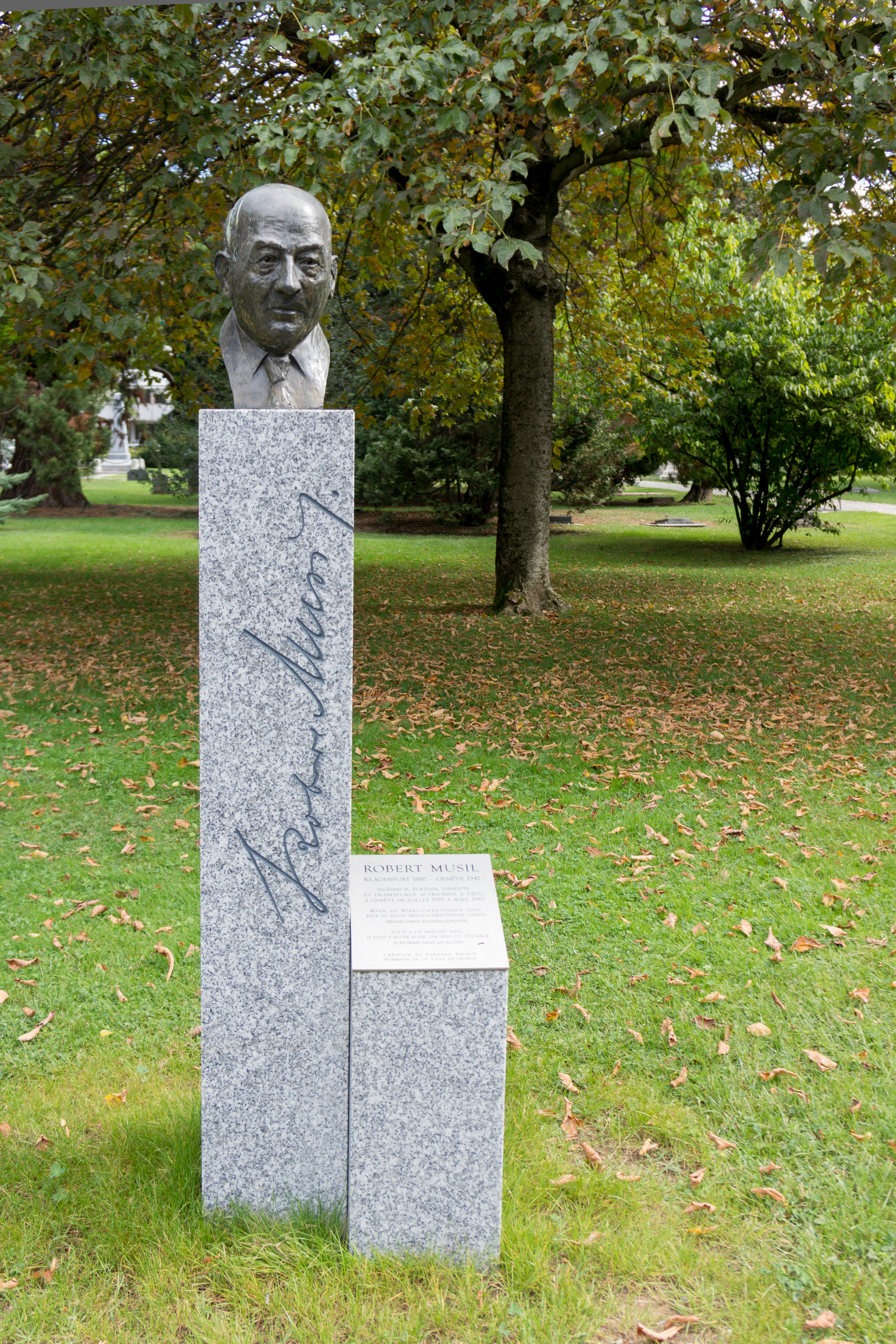
Роберт Музіль
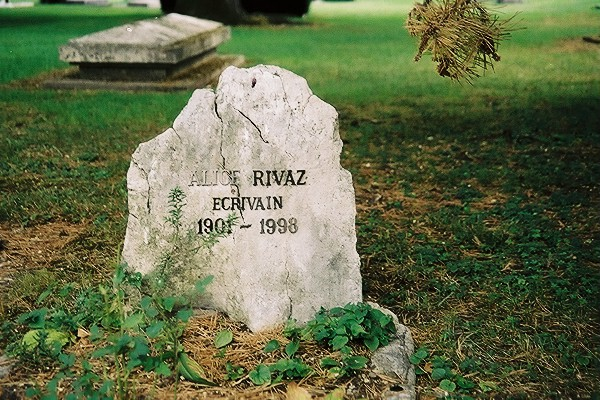
Аліса Рівас
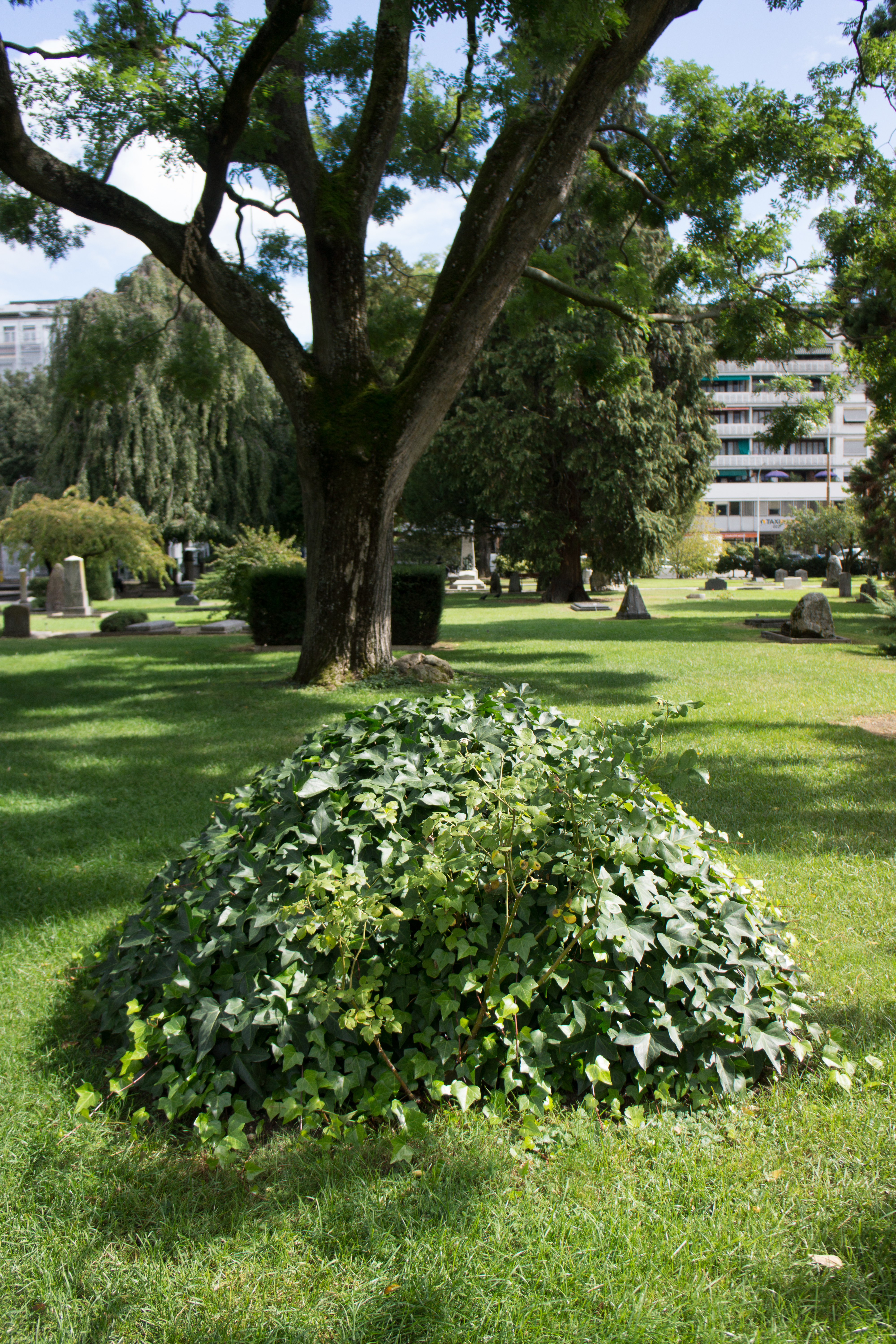
Дені де Ружмон
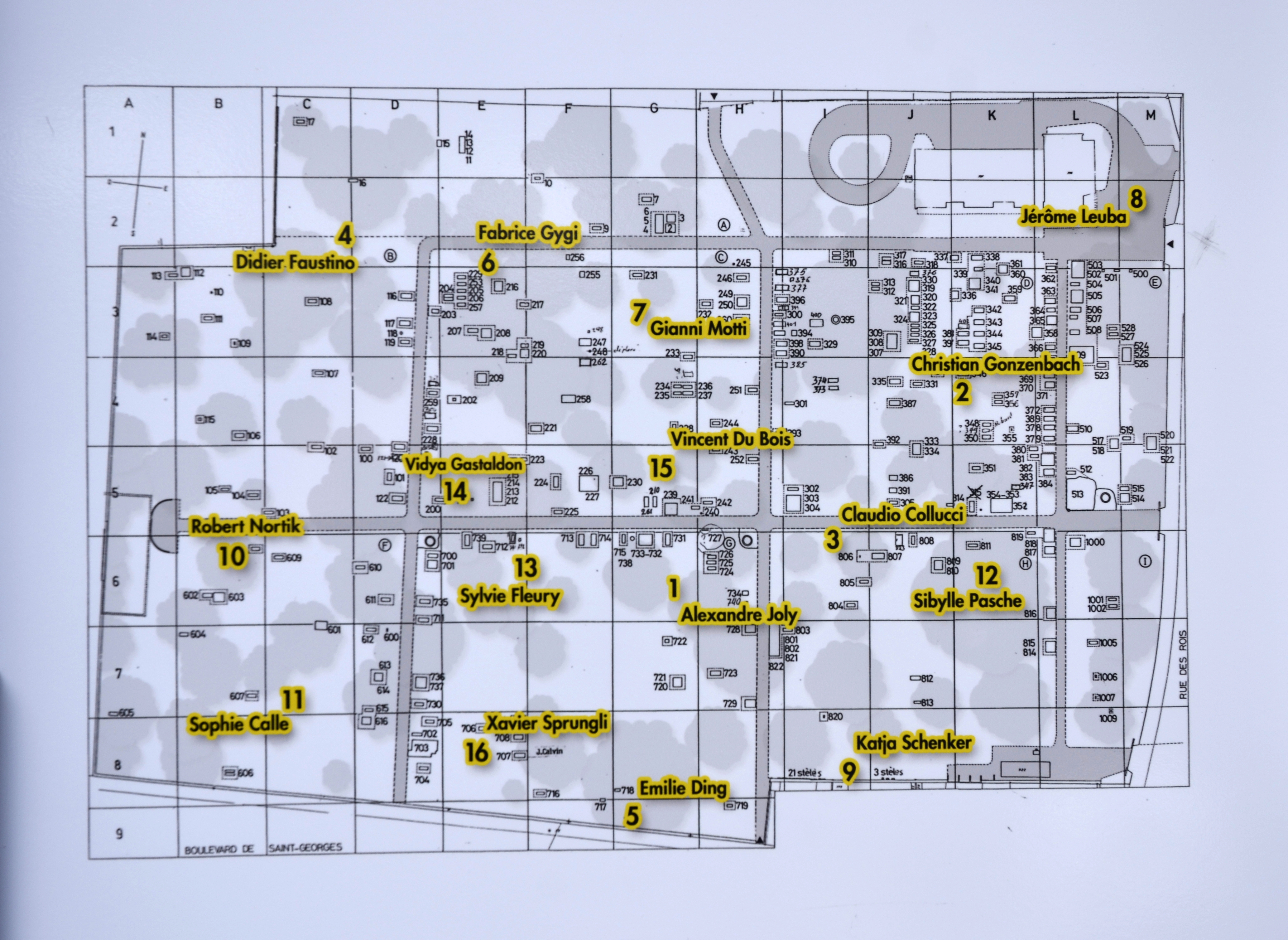
план кладовища